# Sphagnum incertum
Sphagnum incertum är en bladmossart som beskrevs av Warnstorf och Jules Cardot 1907. Sphagnum incertum ingår i släktet vitmossor, och familjen Sphagnaceae. Inga underarter finns listade i Catalogue of Life.